# Shalanda Young

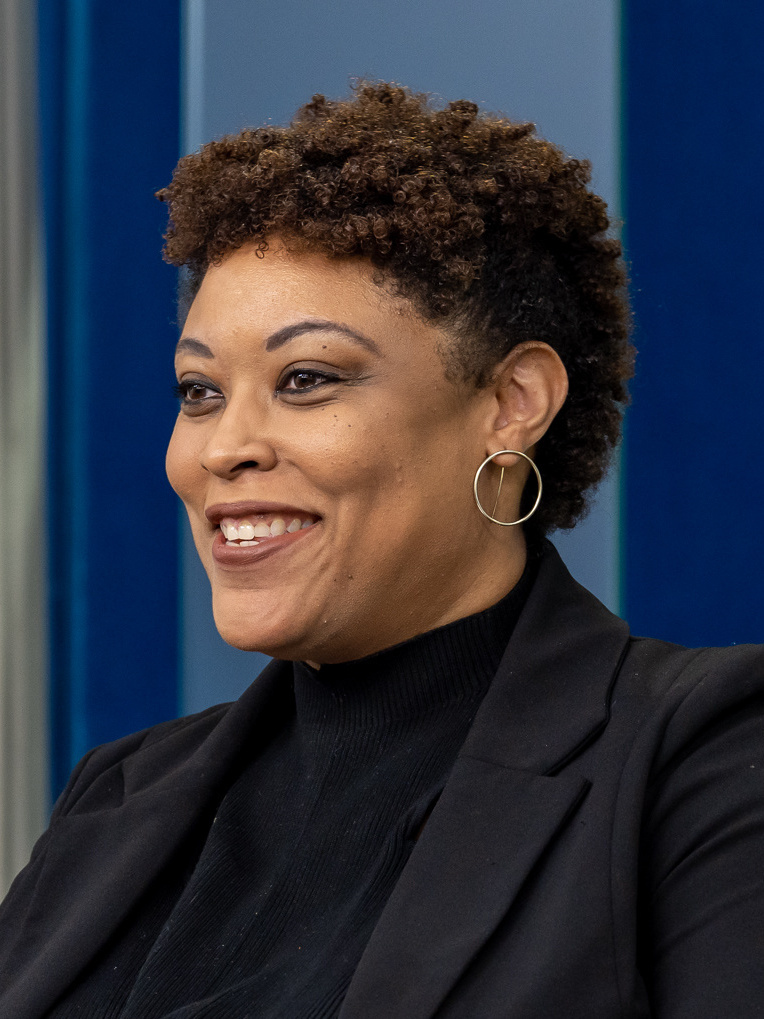
Shalanda Young (2021)

Shalanda Delores Young (* 29. August 1977 in Zachary, Louisiana) ist eine US-amerikanische Regierungsbeamtin. In der Regierung von US-Präsident Joe Biden war sie vom 15. März 2022 bis 20. Januar 2025 Direktorin der nationalen Haushaltsbehörde (Office of Management and Budget). Bereits seit März 2021 hatte sie die Behörde als stellvertretende Direktorin kommissarisch geleitet.

## Werdegang
Young wuchs in Clinton im US-Bundesstaat Louisiana auf und studierte Psychologie an der Loyola University New Orleans und erwarb einen Master in Gesundheitswesen von der Tulane University. Von 2001 bis 2003 war sie als Presidential Management Fellow bei den National Institutes for Health in Washington, D.C. tätig. Im Anschluss gehörte sie bis 2021 zum Mitarbeiterstab des Haushaltsausschusses im US-Repräsentantenhaus, seit 2017 als Stabsdirektorin.
Nach seiner Amtseinführung nominierte der neue US-Präsident Joe Biden Young als stellvertretende Direktorin des Office of Management and Budgets. Am 24. März 2021 wurde sie vom Senat der Vereinigten Staaten in dieser Rolle bestätigt. Gleichzeitig fungierte sie als geschäftsführende Direktorin des OMB, da Bidens Wahl für diesen Posten, Neera Tanden noch nicht vom Senat bestätigt war. Nachdem Tanden angesichts des Widerstands einflussreicher Senatoren ihre Kandidatur zurückgezogen hatte, leitete Young insgesamt acht Monate lang die Behörde kommissarisch. Im November 2021 kündigte Biden an, Young als hauptamtliche Leiterin zu nominieren. Am 15. März 2022 wurde sie vom Senat bestätigt. Da diese Rolle Kabinettsrang hat, ist sie offiziell Teil des Kabinett Biden. Young ist die erste afroamerikanische Frau, die diesen Posten bekleidet.